# جون ارين كوكي
جون ارين كوكي (بالإنجليزية: John Warren Cooke)‏ هو سياسي أمريكي، ولد في 28 فبراير 1915 في الولايات المتحدة، وتوفي في 28 نوفمبر 2009 في مقاطعة ماثيوز في الولايات المتحدة. حزبياً، نشط في الحزب الديمقراطي.